# Melanocercops
Melanocercops là một chi bướm đêm thuộc họ Gracillariidae.

## Các loài
- Melanocercops cyclopa (Meyrick, 1908)
- Melanocercops desiccata (Meyrick, 1916)
- Melanocercops elaphopa (Meyrick, 1914)
- Melanocercops ficuvorella (Yazaki, 1926)
- Melanocercops melanommata (Turner, 1913)
- Melanocercops phractopa (Meyrick, 1918)